# سام ويتوير
سام ويتوير (بالإنجليزية: Sam Witwer)‏ (و. 1977  م) هو ممثل، وموسيقي، ومؤدي أصوات، وممثل تلفزي، وممثل أفلام، من الولايات المتحدة، ولد في غلين فيو مقاطعة كوك.

## التعليم
تعلم في مدرسة جوليارد.

## وصلات خارجية
- سام ويتوير على موقع IMDb (الإنجليزية)
- سام ويتوير على موقع روتن توميتوز (الإنجليزية)
- سام ويتوير على موقع ألو سيني (الفرنسية)
- سام ويتوير على موقع أول موفي (الإنجليزية)
- سام ويتوير على موقع قاعدة بيانات الأفلام السويدية (السويدية)
- سام ويتوير على موقع إن إن دي بي (الإنجليزية)
- سام ويتوير على موقع قاعدة بيانات الفيلم (الإنجليزية)
- سام ويتوير على موقع كينوبويسك (الروسية)